# 弦樂小夜曲 (蘇克)
E♭大調弦樂小夜曲，约瑟夫·苏克作品，1892年。
蘇克在布拉格音樂院同德沃夏克學習作曲的期間，後者注意到弟子作品中的陰鬱之氣，示意他應該嘗試不同的音樂風格。此首小夜曲正是在這樣的背景下產生，在溫馨小巧的弦樂編制之下，是溫暖且沁人心脾的旋律。與蘇克其他的學生習作作品相比，風貌可說截然不同。
1893年2月17日，蘇克曾在塔博尔指揮此曲第一、第二樂章演出。完整的首演則在1895年2月25日，由蘇克在布拉格音樂院的小提琴教師、安東尼·班尼維茨指揮音樂院樂團，在魯道夫廳（Rudolfinium）演出。
演出受到好評，大作曲家约翰内斯·勃拉姆斯（德沃夏克的穩定支持者）亦推薦此曲的出版。

## 結構
此曲為四樂章體：
1. 稍快的行板（Andante con moto）
2. 優雅且不過快的快板（Allegro ma non troppo e grazioso）
3. 慢板（Adagio）
4. 歡快的快板，惟不過促（Allegro giocoso, ma non troppo presto）

## 外部連結
- 蘇克弦樂小夜曲：国际乐谱典藏计划上的乐谱